# Patrick Groetzki
Patrick Groetzki (Pforzheim, 4 luglio 1989) è un pallamanista tedesco.

## Palmarès

### Club

#### Titoli nazionali
- Handball-Bundesliga : 2

2015-16, 2016-17
- DHB Pokal : 2

2017-18, 2022-23
- DHB Supercup: 3

2016, 2017, 2018

#### Titoli internazionali
- EHF Cup : 1

2012-2013

### Nazionale
- Olimpiadi

 Rio de Janeiro 2016